# Виктор Георгиев (футболист, род. 1991)
Вижте пояснителната страница за други личности с името Виктор Георгиев.
Виктор Георгиев е български футболист, защитник, състезател от лятото на 2012 година на ФК Сливнишки герой (Сливница). Капитан на отбора от 2016 година. Футболист на 2019 година на ФК Сливнишки герой.
Израства в школата на столичния Септември Сф, където тренира под ръководството на Любомир Гразданов. През 2010 г. започва да играе в първия състав на отбора, който се състезава в Югозападната „В“ ФГ, като за две години е изиграл 70 мача и е отбелязал 15 гола. През лятото на 2012 г. започва подготовка с ФК Сливнишки герой, като е картотекиран в отбора през месец август същата година.
Прави дебют за сливничани на 19 август 2012 г. в мача срещу Перун (Кресна), I кръг от шампионата на ЮЗ „В“ ФГ, завършил 1 – 1.
От 2013 година е аматьорски национал на България.